# Lijst van burgemeesters van Zuidlaren
Dit is een lijst van burgemeesters van de voormalige Nederlandse gemeente Zuidlaren in de provincie Drenthe.
| Ambtsperiode | Naam burgemeester                                                      | Partij of stroming    | Bijzonderheden                                |
| ------------ | ---------------------------------------------------------------------- | --------------------- | --------------------------------------------- |
| 1811 - 1822  | Willem Jacob van Heiden                                                |                       | Maire en schout.                              |
| 1823 - 1826  | Nicolaas Gerard Servatius                                              |                       | Schout tot 1825.                              |
| 1826 - 1832  | Willem Jacob van Heiden                                                |                       |                                               |
| 1832 - 1838  | Mr. Louis graaf van Heiden Reinestein                                  |                       |                                               |
| 1838 - 1841  | E. Bentum                                                              |                       | Waarnemend.                                   |
| 1841 - 1843  | Mr. Nicolaas Wilhelm Schroeder Hofstede                                |                       |                                               |
| 1843 - 1883  | Jhr. mr. Paul Antoine Guillaume de Milly                               |                       | zwager van mr. L. graaf van Heiden Reinestein |
| 1885 - 1893  | Jhr. mr. Louis Albert Sigismond Jacques de Milly van Heiden Reinestein |                       | zoon van zijn voorganger                      |
| 1893 - 1902  | Theodoor Rutgers van der Loeff                                         |                       |                                               |
| 1902 - 1906  | Petrus Dorhout Mees                                                    |                       |                                               |
| 1906 - 1921  | Ferdinand Marius Albarda                                               |                       | was burgemeester van Ten Boer                 |
| 1921 - 1923  | Jacob Martinus Anne Wijnaendts van Resandt                             |                       |                                               |
| 1923 - 1929  | Remmet van Luttervelt                                                  | Partijloos            | werd burgemeester van Lochem                  |
| 1929 - 1934  | Jhr.mr.François Henri van Kinschot                                     | CHU                   |                                               |
| 1934 - 1937  | Mr. Gustaaf Willem Jacobus baron van der Feltz                         |                       |                                               |
| 1937 - 1940  | Jhr.mr. Maurits Peter Marie van Karnebeek                              | liberaal (partijloos) | werd burgemeester van Zwolle                  |
| 1940 - 1941  | Gerhard Nijenhuis                                                      |                       | Waarnemend.                                   |
| 1941 - 1941  | Mr. Karel Hendrik Gaarlandt                                            | Partijloos            | Waarnemend.                                   |
| 1941 - 1975  | Jan Hielke Roukema                                                     | VVD                   | [ 1 ]                                         |
| 1945 - 1945  | Ludolf Jan Zandt                                                       | NSB                   |                                               |
| 1975 - 1980  | Mr. Peter Cannegieter                                                  | VVD                   |                                               |
| 1981 - 1990  | Ir. Georg Rudolph Wolter Kymmell                                       | VVD                   |                                               |
| 1990 - 1998  | Drs. Bote Siebe Wilpstra                                               | D66                   | eerder waarnemend burgemeester van Eenrum     |
| 1998 - 1999  | Hein Pannekoek                                                         | VVD                   | Aansluitend burgemeester van Tynaarlo.        |